# Pueblo grebo
Grebo refiere a un grupo o subgrupo étnico dentro del grupo mayor africano conocido como Kru. También con este nombre se identifica el idioma, la cultura y algunos elementos constituyentes de esta sociedad asentada aproximadamente desde el siglo XIII a ambas márgenes del río Cavalla, frontera natural entre las actuales repúblicas de Liberia y Costa de Marfil.
Dentro de Liberia, los miembros de este grupo se encuentran principalmente en los condados de Maryland y Grand Kru en la parte sureste del país, pero también en los condados de River Gee y Sinoe, así como en pequeños grupos en otros países a los que llegaron por diversos motivos a partir del siglo XX. La población de grebo en Costa de Marfil se conoce también como  Krumen y se encuentra en la región suroeste de ese país.
Una estimación de 2021 del número de grebos en Liberia los sitúa en un entorno de medio millón de personas, un 10% de la población total del país. Mientras que un estudio demográfico realizado sobre esta población en Costa de Marfil en 2001, estimó la presencia de  48.300 grebos, sin contar los refugiados. Faltan cifras precisas, ya que muchos han sido desplazados por la guerra civil en Liberia de finales del siglo XX y principios del XXI.
El pueblo Grebo forma parte de la familia lingüística Kru, subgrupo Grebo que a su vez contiene varios dialectos distribuidos como su población en los actuales territorios de Liberia y Costa de Marfil.

## Etimología
El nombre grobe tendría origen en la palabra “gri” o “gre”, que designa una especia de simio muy ágil del bosque tropical de África Occidental. 
Según la tradición oral recogida por el reverendo anglicano John Payne, el nombre grobe se originó cuando un pequeño grupo de miembros de esta etnia decidieron separase de su comunidad de origen. Esta estaba asentada en territorio de la actual Costa de Marfil y el pequeño grupo quería trasladarse hacia la costa de la actual Liberia. Planificaron una huida nocturna con sus canoas a través del mar. La destreza para saltar, girar sus canoas y emprender la huida de alguna manera fue identificada con la agilidad de los simios gri o gre con los que convivían y así los llamaron los demás: grebo.

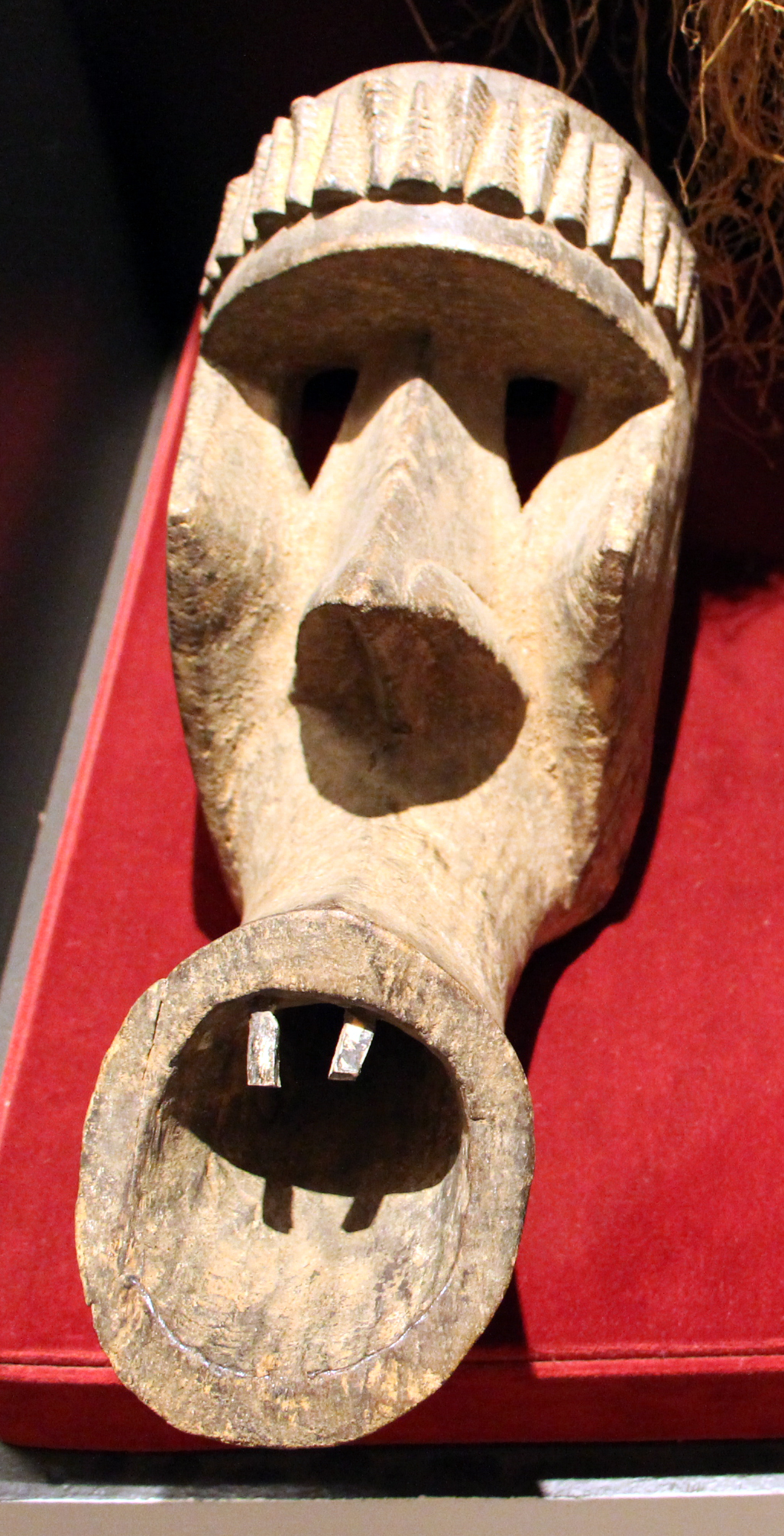
Liberia o Costa de Marfil, grebo, máscara ritual,.

## Historia

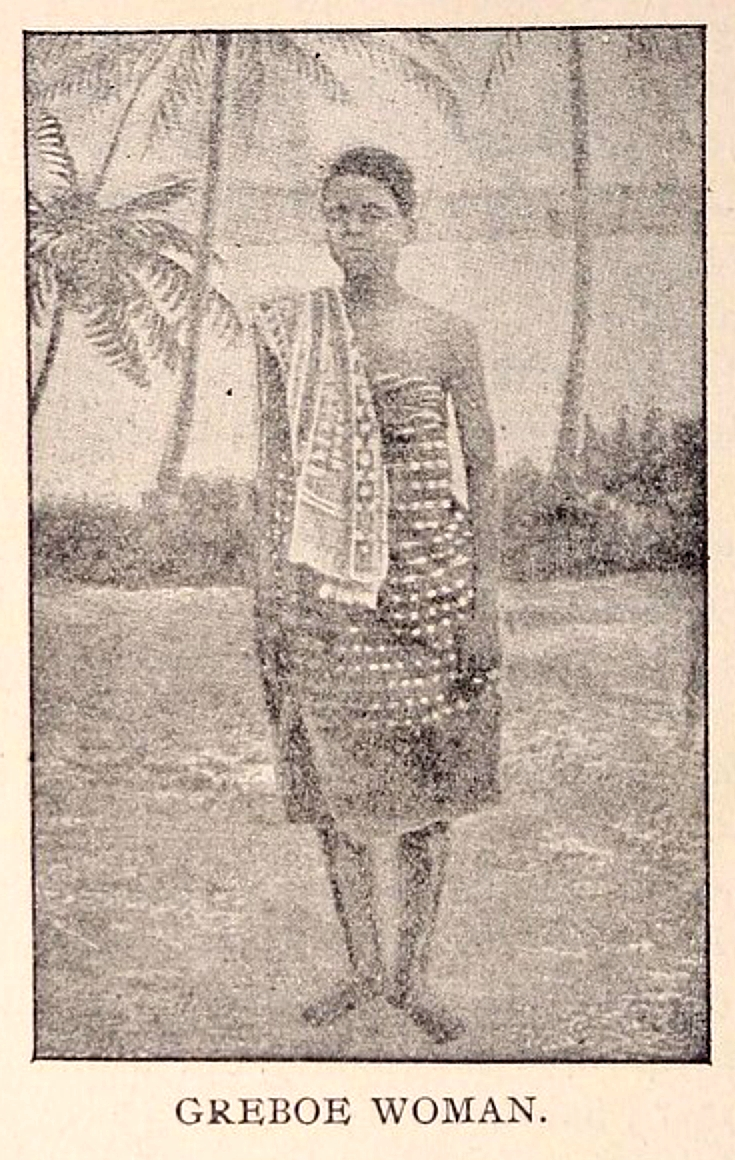
Fotografía antigua de una mujer del pueblo grebo publicada en el libro The bright side of African life

El primer contacto europeo en esta área parece ser la fundación de un puesto comercial francés llamado Petit Dieppe en la desembocadura del río Cestos, al oeste del Cavalla.
Los expedicionarios portugueses del siglo XV dejaron la siguiente descripción de los Grebo, a quienes llamaban Zeguebos o Egorebo: “No están circuncidados y andan desnudos, son idólatras y es gente sin doctrina ni bondad…”
A principio del siglo XVIII asimilaron a varios grupos Krahn, que se habían establecido en el tramo bajo del río Cavalli. 
Cuando en 1827 la colonia de libertos estadounidenses llamada Maryland se instaló en territorio Grebo encontró un contexto de rivalidad y enemistades entre los cacicazgos del interior y la costa. Los colonos  y su comercio se vieron afectados por las guerras entre clanes de Grebo. La llegada de los colonos también afectó la convivencia de los clanes. Mientras unos miraban a los recién llegados con admiración y reconocían el valor de su civilización otros los vieron como "hombres blancos negros", que buscaban robar su tierra, destruir sus instituciones tradicionales y oprimirlos. La conflictividad entre Grebos y colonos aumentó por razones económicas. Los Grebos manejaban el tráfico esclavista y el comercio de bienes en la zona. La instalación de la colonia Maryland implicaba tener que negociar aduanas y pasajes de mercadería por los territorios dominados por el clan y la colonia.  Mientras que para los Grebo los colonos debían someterse a su autoridad por vivir en sus tierras, los recién llegados no tenían ninguna intención de hacerlo. Por el contrario, llegaban con una mentalidad típicamente colonial, dispuestos a someter a los nativos y así desarrollar el modelo occidental de sociedad en el que habían crecido en los Estados Unidos.
Entre 1838 y 1839 los franceses intentaron firmar tratados de comercio con varios jefes Grebo y fortificar puestos comerciales en la costa (Cape Mount, Bassa y Garaway). Pero el intento francés de expansión es frenado por los américoliberianos en Harper, futura capital del actual condado de Maryland.
En 1847 las colonias américoliberianas proclamaron la independencia de Liberia. Pero los colonos de Maryland no se integraron a la nueva república. En 1854, los colonos de Maryland con la aprobación de la Sociedad de Colonización de Maryland, se proclamaron como estado libre e independiente, Maryland en África, afirmando la soberanía sobre el territorio costero que se extiende desde el río Grand Cess (ahora en el Condado de Grand Kru) hasta el río San Pedro (actualmente en Costa del Marfil).
Los Grebos replicaron apoyados por sus socios comerciales europeos, fundando un reino propio: El Reino Unificado Grebo. El reino contó con la alianza de los jefes de los grupos de Cabo Palmas, Fishtown, Middletown, Rocktown, Garaway y Cavalla.
Las diferencias entre los clanes Grobe y los colonos se ampliaron cuando estos decidieron cortar con la trata de esclavos y suspender el libre comercio que desarrollaban los nativos. Estalló una guerra que terminó con el sitio de Harper por parte de los nativos. Los colonos debieron pedir asistencia a Monrovia que envió un destacamento militar que puso fin al enfrentamiento bélico. Los interventores obligaron a los Grebos a reubicarse en el Cabo Palmas y a pagar el equivalente a doce mil libras de arroz en compensación a los colonos por los daños ocasionados.  Por su parte lo colonos fueron obligados a pagar 1.000 dólares en bienes o especies a los Grobe por las tierras adquiridas. El dominio militar y político de los colonos en territorio Grobe se consolidó a partir de 1857 cuando la independiente Maryland en África solicitó unirse a la República de Liberia. Desde ese momento se constituyó en el actual condado de Maryland.
Finalizada la guerra se firmó un acuerdo de paz donde se prometió a los grebos la obtención de la ciudadanía liberiana (sólo concedida a los colonos americoliberanos por la constitución de 1847), para facilitar sus actividades comerciales. A cambio de ello, el Reino Unificado Grebo se  debió disolver y reconocer la soberanía de la República de Liberia en sus tierras.
Después de la formación de Liberia los Grebos siguieron oponiéndose a la administración américoliberiana, especialmente en el período que gira en torno al año 1910.
El pueblo Grebo se integró más a la vida nacional de Liberia, con la elección de Henry Too Wesley, un grebo, como vicepresidente (en la administración True Whig de Charles Dunbar Burgess King) en 1919. Esta fue la primera persona nativa en ocupar un alto cargo en Liberia. En el transcurso del siglo XX el antiguo territorio Grebo fue expropiado por el gobierno y explotado por empresas privadas como Firestone, para la explotación del caucho. Industria que utilizó como mano de obra a muchos trabajadores del grupo. Durante las guerras civiles de 1989 a 1997 numerosos habitantes grebos como de otras etnias huyeron a las áreas vecinas de Grabo y Tabou en Costa de Marfil; otros a Ghana, Nigeria e incluso Estados Unidos.

## Organización tribal
Su organización tradicional era de tipo clánico y al frente de cada clan había un jefe con atribuciones sociopolíticas y religiosas. El jefe del clan era elegido y tenía por nombre bodio. Se le reconocía autoridad política y también se constituía en gran sacerdote.  Una vez electo se lo apartaba de lacomunidad y debía vivir en una cabaña, el takae, que era construido por los miembros del clan en el transcurso de un día. Debía llevar una vida retirada, estaba sometido a una serie de prohibiciones y por todo pasatiempo se le permitía la meditación. No era fácil conseguir sustitutos a su muerte

## Economía
Son agricultores y pescadores. Cultivan arroz, café, cacao, aceita de palma y caucho. 
El arroz y la mandioca son los alimentos básicos complementados con plátanos, frutos del pan y ñame. El pescado es la principal fuente de proteína, complementada con pollo, cabra, caracoles terrestres y carne de animales salvajes. Se producen aceites locales de palma en el interior y coco en la costa. En la región se cultivan una variedad de frutas y verduras.

## Lengua

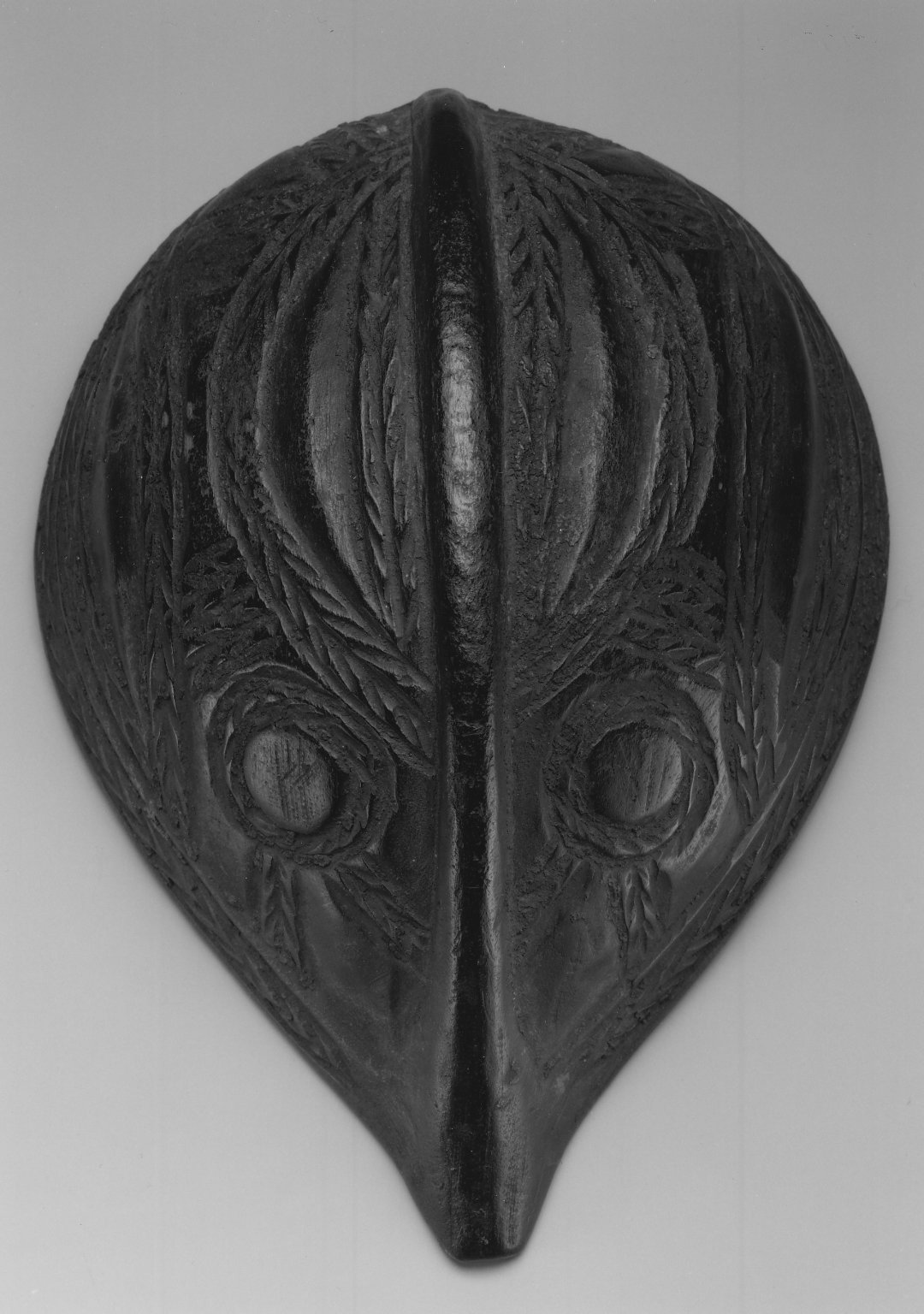
Cucharón labrado con una aparente cara de pájaro.

El grebo forma parte de la familia lingüística kru, de la cual no hay acuerdo sobre su origen. Dentro de la rama grebo, se identifican dos grupos: las lenguas marfileñas y las lenguas liberianas. Del lado marfileño se catalogaron las variantes o subgrupos: Tépo, Plapo, Wlopo, Dapo, Bapo, Hompo, Pié, Dougbo, Trépo y Oubi. La clasificación de variantes liberianas está integrada por: Níger-Congo, Atlántico-Congo, Volta-Congo, Kru, Occidental, Grebo, Liberiano. Estos nueve idiomas Grebo abarcan treinta dialectos estudiados en la zona liberiana.

### Área territorial de las lenguas Grebo
El área del habla Grebo está delimitada al sur por el Golfo de Guinea (Océano Atlántico) y al este por el río Cavalla, la frontera internacional con Costa de Marfil. Sin embargo, los investigadores sostienen que en materia de fronteras, las lingüísticas y las políticas no coinciden. Por ejemplo los dialectos Kroumen de Costa de Marfil y el Grebo de Liberia son similares, y hasta 1892 el área del este del Cavalla era territorio liberiano. Los dialectos Yrepo, Tépo y Bapo Kroumen (yendo de norte a sur) son  vecinos de los Grebos al este del mismo río.

## Pueblo marinero
Durante este siglo XX, el pueblo Grebo se consolidó como el grupo más grande de marineros de la costa de África Occidental. Esta vida marinera llevó a miembros del grupo a instalarse en otras tierras: Monrovia, Sierra Leona, y la isla de Fernando Po (mil seiscientos kilómetros al sur de Cabo Palmas).

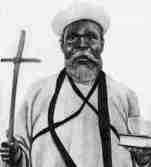
Reverendo William Wadé Harris

## Personalidades
El reformador religioso evangelista William Wadé Harris era de origen grebo. Fundó una iglesia cristiana independiente pero con elementos culturales africanos y se opuso al colonialismo francés.